# Гураль Павло Федорович
Павло Федорович Гураль (нар. 1938) - доктор юридичних наук, професор, кандидат юридичних наук, завідувач кафедри конституційного  права юридичного факультету у ЛНУ ім. Івана Франка.

## Життєпис
Народився 1938 року на Львівщині. У 1964 році закінчив юридичний факультет Львівського державного університету ім. Івана Франка. У 1964 – 1980 р.р. працював у виконкомі Львівської обласної ради.
З 1980 по 1990 р.р. – старший викладач, доцент Львівського університету. В 1984 р. захистив у Київському університеті ім. Тараса Шевченка дисертацію на здобуття наукового ступеня кандидата юридичних наук на тему «Відновлення і зміцнення органів державної влади у західних областях України (1944-1947 р.р.)» В 1990 р. був обраний обласною радою керуючим справами облвиконкому.
1992-2004 р.р. працював доцентом кафедри конституційного , адміністративного і фінансового права, 2004-2008 р.р. – завідувач кафедри конституційного і міжнародного права.
В 2009 р. захистив у Львівському університеті ім. Івана Франка дисертацію на здобуття наукового ступеня доктора юридичних наук на тему: «Територіальна громада в Україні: історико-правове дослідження».
З 2010 р. – професор, з 2012 р. – завідувач кафедри конституційного права Львівського національного університету ім. Івана Франка.
Автор біля 120 наукових праць з історії держави і права України, конституційного і муніципального права.

## Наукові інтереси
- Особливості формування та функціонування територіальної громади в Україні, як основи місцевого самоврядування, її органів, посадових осіб.
- Історико-правовий аналіз організації і функціонування територіальної громади, її структурних підрозділів, удосконалення їх конституційно-правового статусу на нинішньому етапі розвитку.

## Наукові публікації
1. Гураль П.Ф. Територіальна громада в Україні: історико-правове дослідження / П.Ф. Гураль. – Львів: ЛьвДУВС; «Край», 2008. – 468 с.
2. Гураль П.Ф. Діяльність місцевих рад народних депутатів у сфері національно-культурного будівництва / П.Ф. Гураль // Вісник Львівського університету ім. І. Франка. Серія юридична. Вип. 29. – 1991. – С. 28-33.
3. Павло Гураль. Суверенітет нації/ П.Ф. Гураль// Науковий збірник Українського Вільного Університету/ Матеріали конференції «Народ, нація, держава: українське питання у Європейському вимірі». Мюнхон Львів, травень 1995р. – с. 249-253.
4. Гураль П.Ф. Українська ідея М. Драгоманова та сучасне конституційне забезпечення суверенітету України / П.Ф. Гураль // Драгоманівський збірник «Вільна спілка» і сучасний український конституціоналізм. – Львів: Вид-во «Світ», 1996.-С. 141-145.
5. Гураль П.Ф. Українська національна ідея і державність. Проблеми державотворення і захисту прав людини в Україні: матеріали II регіональної наукової конференції (лютий 1996 р.) / П.Ф. Гураль. – Львів, 1996. – С. 3-6.
6. Гураль П.Ф. Територіальна громада і проблеми самоврядування у наукових працях І. Франка і П.Ф. Гураль // Іван Франко – письменник, мислитель, громадянин: Матеріали Міжнародної наукової конференції. (Львів, 25-27 вересня 1996 ). –Львів: Світ, 1998. – С. 236-240.
7. Гураль П.Ф. Акти місцевого самоврядування, як джерела права / П.Ф. Гураль // SystemzrodelprawawKonstytucjiRzeczypospolitejPolskiej: material XLII Oqolnopolskij Konferencje i katedrі zakladow Prawa Konstytucyinego. Naleczow, 1-3 czerwca Redakcja Wydawnictw Katolickego univversytetu Lubelskiego. – Lublin, 2000. – S. 200-213.
8. Гураль П.Ф. Основні засади місцевого самоврядування і проблеми їх реалізації в Україні / П.Ф. Гураль // Проблеми малих міст України: матеріали * міжнародної науково-практичної конференції (Львів-Золочів, 27-28 травня 2000 p.). – Львів, 2000. – С. 13-21.
9. Гураль П.Ф. Статут територіальної громади як джерело муніципального права / П.Ф. Гураль // Вісник Львівського університету ім. І. Франка. Серія юридична. Вип. 36. –Львів: Видавничий центр ЛНУ ім.. І. Франка, 2001. – С. 223-228
10. Гураль П.Ф. Органи самоврядування у містах Київської Русі / П.Ф. Гураль // Проблеми державотворення і захисту прав людини в Україні: матеріали VII регіональної науково-практичної конференції (13-14 лютого 2001 р.). -Львів, 2001.-С. 86-91.
11. Гураль П.Ф. Основні права і свободи громадян у сфері місцевого самоврядування: конституційні засади / П.Ф. Гураль // SwobodyobywatelskiewPolsceInaUkrainie – rzeczywistosciperspektywy. Wyzsza Szkola Administracji I Zaradzania w Przemyslu. Zeszyty naukowe nr. 6. – Przemysl, 2001. – S. 189-199.
12. Гураль П.Ф. Консолідація нації – основна умова дальшого розвитку української держави / П.Ф. Гураль // Народознавчі зошити Інституту народознавства Національної Академії Наук України. – Львів, 2002. – Зошит 5-6 (47-48). = Вересень-грудень. – С. 429-232.
13. Гураль П.Ф. Волосна громада в період входження українських земель до Великого князівства Литовського / П.Ф. Гураль // Вісник Львівського університету ім. І.Франка. Серія юридична. Вип. 37. – Львів, 2002.
14. Гураль П.Ф. Статут територіальної громади – важливий документ місцевого самоврядування / П.Ф. Гураль // Через розвиток самоврядних територіальних громад – до громадянського суспільства: матеріали міжнародної конференції (7-8 грудня 2011 р.). – Львів: Вид-во «Сполом», 2002.- С. 42-51.
15. Гураль П.Ф. Українська конституція і конституціоналізм: генезис і сучасні проблеми / Гураль П.Ф. // Гармонізація законодавства України з правом Європейського Союзу / Львівський національний університет імені Івана Франка. Юридичний факультет. Університет Гонновер. Юридичний факультет (ФРН). – Львів, 2003. – С. 41-51.
16. Гураль П.Ф. Характерні ознаки територіальної громади у запорізькій Січі / П.Ф. Гураль // Проблеми державотворення і захист прав людини в Україні: матеріали міжрегіональної науково-практичної конференції (13-14 лютого 2003 р.). – Львів: Ун-тет ім. І. Франка, 2003. – С. 127-136.
17. Гураль П.Ф. Конституційно-правові основи формування громадянського суспільства в Україні та Польщі / П.Ф. Гураль // ProblemystosowaniaKonstytucjiUkrainyIPolski. Wyzsza Szkola Administracji I Zarzadzanie w Przemyslu. – Przemysl, 2003. – S. 9-14.
18. Гураль П.Ф. Місцеве самоврядування: джерела, принципи, структура, компетенція; Досвід самоврядування сільських громад в Україні; Керівники сільських громад в Україні XII – початок XX ст. (старости і війти) / П.Ф. Гураль // Місцеве самоврядування: монографія. Кн. Організація роботи сільського, селищного голови / А.О. Чемерис, П.І. Шевчук. П.Ф. Гураль та ін.; за заг. ред. А.О. Чемериса. – 3-є вид. доп. – Львів: Ліга-Прес, 2003. -С. 7-41
19. Гураль П.Ф. Місцеве самоврядування в конституційній системі України / П.Ф. Гураль // Probleme stosowania konstytucji Polski і UkrainywpraktycePodredakcijaMiroslawaGranata, JackaSobczaka. Verba – Lublin – S. 124-140.
20. Гураль П.Ф. Юридичні гарантії прав людини і громадянина / Гураль П.Ф. // Науковий вісник Львівського юридичного інституту МВС України. Випуск 2 (2). – Львів, 2004. – С. 120-129.
21. Гураль П.Ф. територіальна громада та її старшина в період гетьмансько-козацької держави / Гураль П.Ф. // Життя і право. – Львівський правничий часопис. – 2005. – №5. – С. 28-36.
22. Гураль П.Ф. Територіальна громада в Україні: удосконалення конституційно-правового статусу: матеріали звітної конференції факультету з підготовки слідчих (22 лютого 2008 р.) / Гураль П.Ф.. – Львів: Львівський державний університет внутрішніх справ, 2008. – С. 39-43
23. Гураль П. Ф. Господарська діяльність територіальної громади у Київській Русі/ П.Ф. Гураль // Науковий вісник Львівського державного університету внутрішніх справ. Сер. Юрид. Вид. 3- Львів, 2008. – с. 53-65.
24. Гураль П.Ф. Конституція 1710 р. визначний український політико-правовий документ/ П.Ф. Гураль // 300 років Конституції гетьмана України Пилипа Орлика: проблеми становлення і розвитку українського державотворення. Матеріали Міжнародної науково-практичної конференції 14 травня 2010 р. Львів, 2010- с. 44-48.
25. Гураль П.Ф. Еволюція систем (моделей) місцевого самоврядування та їх особливості// П.Ф. Гураль//Вісник Львівського університету. Серія юридична. Випуск 56.-2012- с. 174-179.
26. Гураль П.Ф. Поняття і сутність громадянського суспільства./ П.Ф. Гураль// Вісник Львівського національного університету ім.. Івана Франка (серія юридична)- Львів, 2012- Вип. 55.- с. 105-110.
27. Гураль П.Ф. Територіальна громада в Україні: реформа і розвиток/ П.Ф. Гураль// Науковий вісник академії муніципального управління. Збірник наукових праць. Серія «Право». Випуск 1. – К:- с. 38-44.
28. Гураль П.Ф. Політико-правові проблеми консолідації українського народу/ П.Ф. Гураль// Консолідація українського народу: конституційно-правові аспекти. Матеріали наукової конференції. Львів. 28 лютого-1 березня 2013р. – Львів «каменяр» 2013. – с.4-13.
29. Гураль П.Ф. Модернізація Конституції України і українська національна ідея/ П.Ф. Гураль// Конституція України: політико-практичної конференції. Львів-2014-с.30-37.
30. Гураль П.Ф. Система місцевого самоврядування в Україні та проблеми її модернізації/Павло Гураль//Studia Bydgosko-Lwowskie. Prawo-Samorzad. Terytorialny-Gospodarka. T.1. Bydgosko 2015. S.19-27
31. Гураль П. Конрад Аденауер – людина, політик і державний діяч (до 140-річчя від дня народження). Вісник ЛНУ. Серія юридична. – 2015. – Вип. 62. – с. 80-89. – Режим доступу: http://nbuv.gov.ua/USRN/vlnu_yu_2015_62_12
32. Гураль П. Реформи місцевого самоврядування в Україні та Республіці Польща. с. 215-226. Студії з права, адміністрації та управління Інституту Казимира Великого в Бидгощі. Бидгосько-Львівський випуск. Право – Місцеве самоврядування –№ 9. – 2016р.